# Christian Haslerud
Christian Haslerud (Hobøl, 12 januari 1834 – Oslo 29 juli 1921) was een Noors componist en koordirigent.

## Achtergrond
Hij trouwde in 1863 getrouwd met Olea (Fredrikke) Larsdatter Bærœ (1837-1922) Ze kregen een viertal kinderen:
- Lars Randby Haslerud (molenaar, 24 oktober 1873- 12 januari 1959)
- (Olea) Fredrikke Haslerud (24 oktober 1873- na 1911)
- Gunild Jakobine Mathea Haslerud (3 december 1870, huwde in 1898 met Sven Anton Martinsen)
- Jakob Haslerud (1878-11 juni 1901[1]), werkte in boekhandel van Didrik Cappelen

Hij kreeg zijn opleiding van Johan Diederich Behrensen Ludvig Mathias Lindeman, destijds twee iconen binnen de Noorse muziekwereld. Hijzelf werd muziekdocent aan het Conservatorium van Oslo (1897-1917). Van zijn hand kwam een aantal koorwerken waaronder Storegut, Foran Sydens Kloster en Aftnen er stille. Hij genoot enige populariteit, maar is in de 20e eeuw geheel vergeten. Het Kamerkoor uit Ullern probeerde in 2012 op verzoek van familielid Arne Haslerud (ook dirigent) de muziek weer onder de aandacht te brengen, hetgeen slechts in beperkte mate lukte. 
Werken:
- Ingrids vise (Og raven lå) voor zangstem en piano bij Warmuth Musikforlag
- Et brondbröllups, voor gemengd koor, eveneens verschenen bij Warmuth
- Storegut
- Foran Sydens Kloster
- Aftnen er stille
- Folkedanser fra Østvold
- Svarttrostfløit (in 2015 nog steeds in druk)
- Symra op tekst van Ivar Aasen, voor gemengd koor, verschenen bij Warmuth

- Virtual International Authority File: 35145971588232332775